# Solieria piperi
Solieria piperi är en tvåvingeart som först beskrevs av Daniel William Coquillett 1897.  Solieria piperi ingår i släktet Solieria och familjen parasitflugor. Inga underarter finns listade i Catalogue of Life.